# Zootier des Jahres
Zootier des Jahres ist eine Artenschutzkampagne in Deutschland, die von der Zoologischen Gesellschaft für Arten- und Populationsschutz e. V. (ZGAP), der Deutschen Tierparkgesellschaft e. V. (DTG) und der Gemeinschaft der Zooförderer e. V. (GdZ) 2016 im Tierpark Nordhorn ins Leben gerufen wurde. Gewählt wird das Zootier des Jahres von der ZGAP. Bei der Wahl zum jeweiligen „Zootier des Jahres“ berücksichtigt die ZGAP Tierarten, die hochbedroht sind. Mit einem Motivplakat und zwei Schutzprojektplakaten machen viele Zoos und andere Einrichtungen auf die jeweilige Kampagne aufmerksam.
Beispielsweise unterstützte die Artenschutzkampagne „Zootier des Jahres 2016 – der Leopard“ konkrete Schutzprojekte. Um diese zu finanzieren, wurden in den beteiligten Zoos und über den Internetauftritt Spenden eingeworben. Darüber hinaus gaben die Projektpartner auch selber Geld. So standen bereits vor dem Start der Kampagne rund 40.000 Euro für zwei Leoparden-Projekte zur Verfügung.
Darüber hinaus werben die Zoos für das „Zootier des Jahres“ und sichern durch die Erhaltungszucht den Fortbestand der Art.

## Bisherige Zootiere des Jahres
| Jahr | deutscher Name       | wissenschaftlicher Name | Abbildung                               |
| ---- | -------------------- | ----------------------- | --------------------------------------- |
| 2016 | Leopard              | Panthera pardus         | 2016 Leopard                            |
| 2017 | Kakadus              | Cacatuidae              | 2017 Weißhauben-Kakadu                  |
| 2018 | Scharnierschildkröte | Cuora                   | 2018 Scharnierschildkröten              |
| 2019 | Gibbons              | Hylobatidae             | 2019 Nördlicher Weißwangen-Schopfgibbon |
| 2020 | Beo                  | Gracula religiosa       | 2020 Beo oder Mynah                     |
| 2021 | Krokodile            | Crocodylia              | 2021 Krokodile                          |
| 2022 | Pustelschweine       | Sus                     | 2022 Pustelschweine                     |
| 2023 | Aras                 | Ara                     | 2023 Ara                                |
| 2024 | Geckos               | Gekkonidae              | 2024 Gecko                              |
| 2025 | Gürteltiere          | Dasypoda                | 2025 Gürteltier                         |